# 卡瑟爾岩
卡瑟爾岩（英語：Rock of Cashel）是位於愛爾蘭南部城市卡舍尔的一處歷史遺跡。在歷史上卡瑟爾岩曾是芒斯特王國的重要據點。現在卡瑟爾岩遺跡群中歷史最悠久的建築是圓塔，修建於1100年。此外卡瑟爾岩還有科馬克禮拜堂和大教堂等景點。

## 外部連結
- Rock of Cashel on Heritage Ireland site
- Site about Tipperary with information and images of Cashel